# Major's Green
Major's Green är en by i Worcestershire i England. Byn är belägen 33,2 km 
från Worcester. Orten har 990 invånare (2016).